# Stanisław Zadora
Stanisław Zadora (ur. 3 października 1949 w Witoszowie) – polski polityk, poseł na Sejm RP IV i V kadencji.

## Życiorys
Ukończył w 1968 technikum kolejowe w Gliwicach. Pracował m.in. jako przewodnik górski i ratownik GOPR, prowadził też własną działalność gospodarczą (od 1987 do 2001 był właścicielem schroniska górskiego). Na początku lat 90. zasiadał w radzie gminy Rajcza. W wyborach samorządowych w 1998 bezskutecznie ubiegał się o mandat radnego sejmiku śląskiego z listy komitetu Rodzina Polska. 
W 2001 wstąpił do Ligi Polskich Rodzin i objął funkcję przewodniczącego tej partii w województwie śląskim. W 2001 i 2005 z ramienia LPR uzyskiwał mandat poselski w okręgu bielskim (otrzymał kolejno 8812 i 6463 głosy). W 2004 kandydował bezskutecznie do Parlamentu Europejskiego (otrzymał 4174 głosów). W 2007 wystąpił z partii i jako bezpartyjny bez powodzenia kandydował do Sejmu z listy Prawa i Sprawiedliwości (otrzymał 2173 głosy).
W wyborach samorządowych w 2010 bezskutecznie kandydował do sejmiku śląskiego z listy LPR. Zasiadał w radzie krajowej zarejestrowanej w latach 2015–2017 partii Jedność Narodu. W wyborach w 2018 kandydował na radnego województwa z ramienia KWW Polskie Rodziny Razem. Związał się potem z Akcją Zawiedzionych Emerytów Rencistów.